# Fierljeppen
La palabra fierljeppen pertenece al idioma frisón (hablado en algunos puntos de Alemania, Dinamarca y Países Bajos) y es la unión de saltar (ljeppen) lo más lejos (fier).

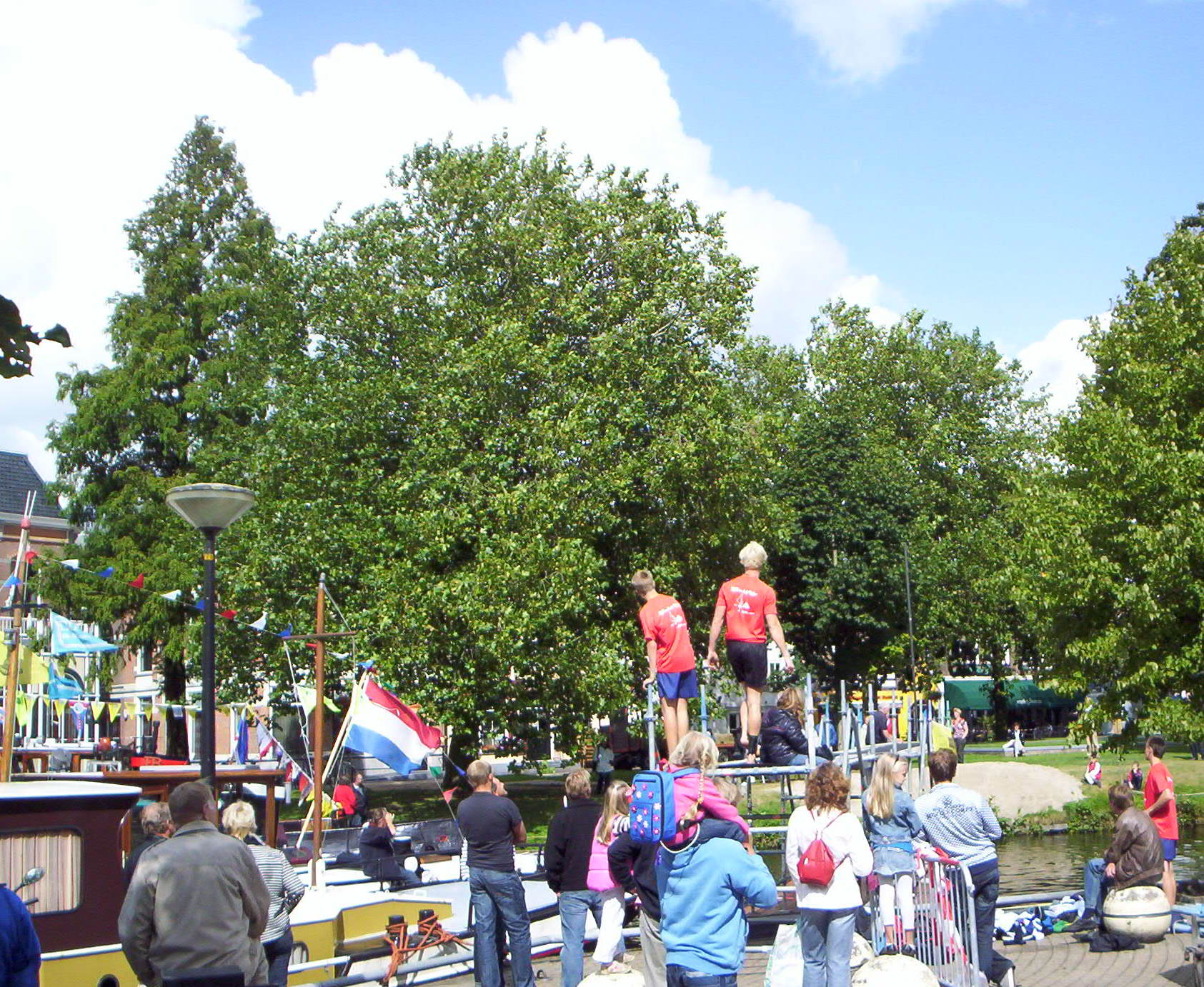
Polsstokverspringen en Heerenveen (Países Bajos).

## Descripción
El deporte consiste en una vara larga y un estanque o canal con agua. La vara mide entre 8 y 13 metros de largo con una base plana para evitar que se hunda en el lecho del estanque.
El salto consiste en correr por una plataforma hacia la vara (polsstok), saltar hacia ella, aferrarse para trepar lo más alto posible tratando de controlar los movimientos hacia los lados, y termina con un aterrizaje en una plancha de arena al otro lado del estanque.

## Historia
Debido a que los Países Bajos están bajo el nivel del mar, tienen muchas vías fluviales. El Fierljeppen se originó como una forma de moverse fácilmente entre ellas. Con el tiempo fue convirtiéndose en una competencia con la primera partida oficial en 1771, pero el deporte no estuvo estructurado apropiadamente hasta 1957.
Se cree que empezó con granjeros que usaban varas para saltar pequeños canales y cruzar a diferentes parcelas de cultivo. En la región alemana de Frisia oriental este deporte es conocido como Pultstockspringen. Hoy en día el deporte es practicado principalmente por diversión o como espectáculo para turistas, pero anualmente hay una congregación de Fierljeppen llamada "National Fierljeppen Manifestation" (NFM) en los Países Bajos, y el campeonato se disputa en seis ligas y numerosos clubes.

## Poseedores de récords
El actual poseedor del récord es Bart Helmholt de Hardegarijp (Frisia), quien saltó una distancia de 21.51 metros en 2011 y 2012 durante el campeonato de Países Bajos.
Los actuales poseedores de récords por categoría son:
- Veteranos: 20.60 metros, Theo van Kooten de Haastrecht, Holanda Meridional (31 de julio de 2013, Linschoten)
- Adultos: 21.51 metros, Bart Helmholt de Burgum, Frisia (27 de agosto de 2011, Linschoten)
- Jóvenes: 20.41 metros, Jaco de Groot de Woerden, Utrecht (9 de agosto de 2006, Linschoten)
- Chicos: 19.24 metros, Age Hulder de Burgum, Frisia (1 de agosto de 2009, Linschoten)
- Chicas: 16.74 metros, Dymphie van Rooijen de IJsselstein, Utrecht (21 de agosto de 2011, Linschoten)

Hay 532 concursantes activos en el mundo; de ellos 190 son de Países Bajos.

## Fierljeppen a través del mundo
Varios turistas internacionales que han visitado Frisia y que han observado este deporte han contribuido a difundir su popularidad en todo el mundo. Concursos en otros lugares ahora tienen lugar, aunque a un nivel menos profesional debido a un menor número de atletas y la falta de lugares adecuados. 
Muchos estadounidenses se introdujeron primero en el deporte, denominado en aquel país "zanja abovedada", en la temporada 12 de The Amazing Race. Esta misma tarea se realizaría 9 temporadas más tarde como una tarea de "zigzag". 
La serie de televisión japonesa llamada Sasuke (también conocida como Ninja Warrior) también ha ofrecido este obstáculo.